# Чорноморська телерадіокомпанія
«Чорноморська телерадіокомпанія» (також «Черноморская телерадиокомпания», «ЧТРК») —  регіональний телеканал, що вперше розпочав мовлення у грудні 1993 року.

## Загальна інформація
Чорноморська телерадіокомпанія (ЧТРК) створена у грудні 1993 року.
На січень 2014 року Чорноморська телерадіокомпанія охоплювала мовленням всю територію Автономної республіки Крим та м. Севастополя. Трансляцію програм ЧТРК на січень 2014 року здійснювало 20 передавачів.
Телекомпанія мала кореспондентські пункти в Севастополі, Ялті, Феодосії, Євпаторії, Красноперекопську, Джанкої та представництво в Києві. Була найбільшою недержавною телекомпанією Криму. В арсеналі телекомпанії — понад 130 власних програм і телецикл, створені за 20 років. Це — інформаційні, публіцистичні, культурологічні, краєзнавчі, дитячі програми. Щодня у прямому етері Чорноморської телерадіокомпанії видавалося 3 випуски служби новин «Волна».
Програми ЧТРК неодноразово займали перші й призові місця на міжнародних, всеукраїнських і республіканських телевізійних конкурсах.
«ЧТРК» двічі (2000 і 2001 року) Визнавалася найкращою в Україні регіональною телекомпанією.
Структурним підрозділом Чорноморської телерадіокомпанії було радіо «Ассоль». Діапазон мовлення — 104.8 FM. Зони мовлення — Сімферополь, Євпаторія, Сімферопольський і Сакський райони. З 2005 року станція представлена в медіа панелі GFK-USM, України.
За даними медіапанелі, Чорноморська ТРК була найпопулярнішою серед телекомпаній півострова.
15 грудня 2008 року Чорноморська ТРК відзначила 15-річчя мовлення в кримському етері.

## Мовлення
3 березня 2014 року окупаційними військами Російською Федерації було захоплено передавачі Чорноморської телерадіокомпанії й замість них в етер надано сигнал телеканалу «Росія-24».
З березня 2014 року мовлення телеканалу поновлено через супутник Astra 4A (Телеканал відсутній на супутнику Astra 4A, доступний на Amos 3/7).
Через російську окупацію Криму 2014 року, телеканал наразі формується у Києві та не мовить на аналогових частотах в Автономній республіці Крим. В етері програми телеканалу «Розпакуй.TV».
3 березня 2022 року телекомпанія тимчасово припиняє супутникове мовлення внаслідок російського вторгнення в Україну. 19 березня 2022 року відновив мовлення.
8 червня 2024 телеканал припинив супутникове мовлення.

### Параметри супутникового мовлення
| Супутник             | Стандарт | Частота, МГц | Швидкість | Поляризація       | FEC | Формат зображення |
| -------------------- | -------- | ------------ | --------- | ----------------- | --- | ----------------- |
| Azerspace-2 (45,1°E) | DVB-S2   | 11666        | 15000     | горизонтальна (H) | 5/6 | MPEG-4            |

### Етерне цифрове мовлення
| Мультиплекс       | Місто | Стандарт | Формат мовлення |
| ----------------- | ----- | -------- | --------------- |
| Місцевий (43 ТВК) | Київ  | DVB-T    | SD 576i 16:9    |

## Власники
Де-факто власником Чорноморської телерадіокомпанії є народний депутат України, член ВО «Батьківщина» Сенченко Андрій Віленович.

## Програми власного виробництва
- Ток-шоу «Можливо все» з Олександром Янковським про досвід європейських реформ.

### Інформаційні програми
- Інформаційно-аналітична програма «Волна-плюс» — підсумкове аналітичне доповнення до щоденної інформаційної програми «Волна».
- Служба новостей «Волна» — щоденний випуск новин. Прямий етер.
- «С места происшествия» — хроніка кримінальних пригод тижня.
- «Полуостров» — програма неполітичних новин тижня.

### Пізнавальні програми
- «Регионы» — програма про всі регіони Криму по черзі. Автор та ведуча: Надія Буйлова.
- «Аквапанорама» — подорожі в підводний світ.
- «Симферопольские истории с Леонидом Пилунским» — цикл з 17 програм. Цикл теленовел кримського письменника Леоніда Пілунського «Симферопольские истории» присвячений післявоєнному Сімферополю.

### Розважальні програми
- «Телеутро» — ранкова музична інформаційно-розважальна програма по буднях.
- «Утренний каледоскоп» — ранкова музична інформаційно-розважальна програма. Виходить в етер о 7:30 щосуботи та щонеділі о 9:10.